# John Njue
John Njue (nascut el 31 de desembre de 1944) és un cardenal kenyà de l'Església Catòlica. És el quart i actual arquebisbe de Nairobi, havent servit prèviament com a bisbe d'Embu (1986–2002) i arquebisbe coadjutor de Nyeri (2002–2007). Va ser elevat al Col·legi cardenalici el 2007.

## Biografia
Njue va néixer a Embu, Kenya, fill de Joseph Nyanga Kibariki i Monica Ngina Nyaga. Va ser batejat el 1948, i ingressà al seminari menor de Nkubu el 1962. Entre 1967 i 1974 va ampliar estudis a la Pontifícia Universitat Urbaniana, on obtingué una llicenciatura en filosofia, i a la Universitat Pontifícia Lateranense, on es llicencià en teologia pastoral.
El 6 de gener de 1973, Njue va ser ordenat prevere per Pau VI a la Basílica de Sant Pere. Tornà a Kenya a l'octubre de 1974, on realitzà tasca pastoral a Kariakomu al districte sud de Meru. Ensenyà filosofia al Seminari Nacional de Bungoma, on posteriorment serviria com a rector entre 1978 i 1982. El 1982 completà un curs d'espiritualitat als Estats Units. De tornada a Kenya, serví com a rector a Chuka i com a rector del Seminari de Filosofia de Meru.
El 9 de juny de 1986 va ser nomenat Bisbe d'Embu pel Papa Joan Pau II. Rebé la seva ordenació episcopal el 20 de setembre següent de mans del cardenal Jozef Tomko, amb els bisbes Bishops Silas Silvius Njiru i Raphael Ndingi Mwana'a Nzeki com a coconsagradors. Entre 1997 I 2003 serví com a President de la Conferència Episcopal Kenyana, sent nomenat Arquebisbe coadjutor de Nyeri el 23 de gener de 2002. després de l'assassinat del bisbe Luigi Locati, serví com a administrador apostòlic de Isolo entre 2005-2006.
Njue va ser nomenat arquebisbe de Nairobi el 6 d'octubre de 2007, sent instal·lat l'1 de novembre següent. Poc després va ser creat Cardenal prevere del Preziosissimo Sangue di Nostro Signore Gesù Cristo pel Papa Benet XVI al consistori del 24 de novembre del 2007. El 29 de desembre de 2011 va ser nomenat membre del Consell pontifici per a les Comunicacions Socials per un terme de 5 anys renovables. A més, el cardenal Njue serveix com a vicepresident de la Comissió Internacional Catòlica de Migrats.
Durant la missa de Dijous Sant que el cardenal celebrà a la Basílica de la Sagrada Família de Nairobi el 28 de març de 2013, demanà calma i pau durant el període de Pasqua mentre que el Tribunal Suprem de Kenya es preparava per anunciar el veredicte sobre la disputada ronda inicial de les eleccions del 4 de març entre Uhuru Kenyatta i el Primer Ministre Raila Odinga.
El 30 de novembre de 2013, el carenal Njue va ser nomenat membre de la Congregació per a l'Educació Catòlica pel Papa Francesc.

## Opinions

### Avortament
El cardenal Njue publicà una carta pastoral on anomenava l'avortament un "concepte estranger" i culpava el govern d'intentar legalitzar-lo a Kenya.

### Drets dels homosexuals
Al juny del 2013, després que el President dels Estats Units Barack Obama, el pare del qual era kenyà, va dir durant una visita oficial al Senegal que els governs africans haurien de seguir l'exemple dels Estats Units en prendre accions en favor dels drets dels homosexuals, John Njue replica que "oblidem, oblidem i oblidem", basant-se en la seva opinió que els Estats Units han "arruïnat la seva pròpia societat" i que no »creu que Déu s'equivoqués quan va crear Adam i Eva.»